# Six (мјузикл)
Six (преведено на српски „Шест“) је британски мјузикл. Музику и текст су писали Тоби Марлоу и Луси Мос. Мјузикл је модерно препричавање живота шест жена Хенрија VIII и претстављенo је у стилу поп концерта. Шест жена се смењују и причају о свом животу да би утврдиле која је највише патила због Хенрија. Победница овог такмичења ће постати главна певачица бенда. Мјузикл су први представили студенти универзитета у Кембриџу на фестивалу Единбуршки Фринџ 2017. године. Од тада је извођен као професионална продукција на Вестенду, Бродвеју и интернационално.

## Радња
Мјузикл започиње са нумером „Ex-Wives“ у стилу поп коцерта женских група кроз коју се краљице представљају публици. Краљице се обраћају публици и обавештавају их да ће овај шоу бити такмичење између њих, и да ће она која је највише претрпела због Хенрија победити и бити вођа групе. Прва на реду је Катарина од Арагона која описује свој живот и развод са Хенријем кроз нумеру „No Way“ и зашто и како је замало завршила у манастиру. Остале краљице наглашавају како је Хенри и пре него што се развео са Катарином  од Арагона приметио Ану Болен. Следећа је Ана Болен која се присећа свог живота и неминовног погубљења кроз нумеру „Don't Lose Your Head“. Ана почиње да се расправља како је она та која заслужује да победи и започиње нови соло о моменту када је сазнала за трагичну смрт Катарине од Арагона. Покушај солоа је прекинут од стране других краљица и Џејн Симор их подсећа да је њен ред да прича о свом животу, али остале краљице је исмевају јер је она била једина коју је истински волео. Џејн наставља шоу својом нумером „Heart of Stone“. Ток приче се затим мења када се све краљице маскирају у чланове Ханс Холбајновог сликарског студија и певају о томе како удешавају све жене да изгледају лепо за своје портрете. У нумери „Haus of Holbein“, која представља пародију Тиндера и сличних сајтова за упознавање, представљају Хенрију три жене: Кристину од Данске, Амелију Клевску и Ану Клевску, Амелијину старију сестру. Пошто Хенри изабере Ану сви претпоставе да ће се венчати и имати дуг, срећан брак. Наравно њихов брак је краткотрајан и Ана се прави како јој је тешко што је приморана да живи у прелепој палати Ричмонд (нумера „Get Down“). Затим се Катарина Хауард кроз нумеру „All you wanna do“ присећа свог живота и мушкараца који су је злоупотребљавали пре и кроз њен брак са Хенријем. То доводи до тога да бризне у плач на сцени, пошто је схватила како су је сви злоупотребљавали и допринели до њеног неминовног погубљења. Свађу краљица која започиње после ове нумере прекида исфрустрирана Катарина Пар. Она преиспитује чињеницу да су оне упамћене само као Хенријеве жене а не као индивидуе. Када остале краљице одбијају да слушају јер она нема причу која се тиче Хенрија, Катарина Пар у нумери „I Don’t Need Your Love“ препричава свој живот и свопствена достигнућа. Остале краљице, схвативши да су дозволиле себи да буду дефинисане Хенријем толико дуго заустављају такмичење и придружују се нумери („I Don’t Need Your Love (Remix)“). Одлучују да преосталих пет минута на сцени искористе да измене своје приче и отпевају задњу песму као група (нумера „Six“). У свим извођењима мјузикла од јула 2018. краљице изводе још једну нумеру „Megasix“ која је обрада свих песама извођених у мјузиклу осим „Haus of Holbein“. У већини продукција краљице подстичу публику да сниме овај део извођења.

## Продукција

### Инспирација
Идеју за мјузикл Тоби Марлоу добио је када је студирао на Кембриџу у својој завршној години. Марлоу је био изабран 2016. године од стране уметничког друштва универзитета у Кембриџу да напише нови мјузикл који ће бити изведен на фестивалу Единбуршки Фринџ, и првобитна идеја му је надошла током часа поезије када је одлучио да прикључи и своју пријатељицу Луси Мос. 
Тоби Марлоу је у интервјуу изјавио како је свака од краљица базирана на једној од данашњих женских икона поп музике. Инспирација за Катарину од Арагона је Бијонсе, Ану Болен Лили Ален, Џејн Симор Адел и Сија, Ану Клевску Ники Минаж и Ријана, Катарину Хауард Аријана Гранде и Бритни Спирс и за Катарину Пар Алиша Киз.

### Први професионални наступ
Единбуршка продукција је привукла пажњу продуцента Кени Векса и компаније „Global Musicals“ који су организовали први професионални наступ 18. децембра 2017. у театру „Arts Theatre“. Студијски снимак је изашао 13. септембра 2018.

### Турнеје
Мјузикл је имао две турнеје у Великој Британији и наступе на Вестенду, турнеју у Северној Америци, наступе на норвешком крстарењу и турнеју у Аустралији. Мјузикл ће почети са наступима на Новом Зеланду у јулу 2020. и на Бродвеју (Њујорк) 13. априла 2020. Наступи у Чикагу ће опет почети 25. октобра 2020.

## Улоге
| Улоге               | Оригинална Единбуршка постава | Оригинална „Оф-Вестенд“ постава | Оригинална постава британске и Вестенд турнеје | Оригинална постава северноамеричке турнеје | Оригинална постава Бродвеја | Постава друге турнеје у Великој Британији | Оригинална аустралијска постава |
| Катарина од Арагона | Меган Гилберт                 | Рене Ламб                       | Жернеа Ричард-Ноел                             | Адриана Хикс                               | Адриана Хикс                | Лорен Дру                                 | Клои Зуел                       |
| Ана Болен           | Ашли Вир                      | Кристина Модестоу               | Мили О'Конел                                   | Андреа Макасет                             | Андреа Макасет              | Медисон Булејмент                         | Кала Гаре                       |
| Џејн Симор          | Холи Масгрејв                 | Натали Парис                    | Натали Парис                                   | Aби Мјулер                                 | Aби Мјулер                  | Лорен Бирн                                | Лорен Хантер                    |
| Ана Клевска         | Тилда Викам                   | Џенесис Линеа                   | Алексиа Мекинтош                               | Бритни Мек                                 | Бритни Мек                  | Шекина Мекфарлејн                         | Киана Даниел                    |
| Катарина Хауард     | Анабел Марлоу                 | Ејми Аткинсон                   | Ејми Аткинсон                                  | Саманта Поли                               | Саманта Поли                | Џоди Стил                                 | Кортни Монсма                   |
| Катарина Пар        | Шимали де Силва               | Изука Хојли                     | Маја Квoнса-Брид                               | Ана Узеле                                  | Ана Узеле                   | Атина Колинс                              | Видја Макан                     |

Тоби Марлоу је ускочио као замена за Катарину Пар за два наступа на Вестенду 28. јула 2019. пошто су се доступне замене разболеле.

## Награде

### Оригинална Вестенд продукција
| Година | Награда                                              | Категорија                                  | Номинација                                  | Номинација                                                                                        | Резултат   |
| 2019   | „Шта је на сцени“ награде (енг. WhatsOnStage Awards) | Најбољи нови мјузикл                        | Најбољи нови мјузикл                        | Најбољи нови мјузикл                                                                              | Номинација |
| 2019   | „Шта је на сцени“ награде (енг. WhatsOnStage Awards) | Најбољи студијски снимак оригиналне поставе | Најбољи студијски снимак оригиналне поставе | Најбољи студијски снимак оригиналне поставе                                                       | Номинација |
| 2019   | „Шта је на сцени“ награде (енг. WhatsOnStage Awards) | Најбоље осветљење                           | Тим Дејлинг                                 | Тим Дејлинг                                                                                       | Номинација |
| 2019   | „Шта је на сцени“ награде (енг. WhatsOnStage Awards) | Најбоља костимографија                      | Габриела Слејд                              | Габриела Слејд                                                                                    | Номинација |
| 2019   | „Шта је на сцени“ награде (енг. WhatsOnStage Awards) | Најбоља кореографија                        | Кери-Ен Ингруи                              | Кери-Ен Ингруи                                                                                    | Номинација |
| 2019   | „Шта је на сцени“ награде (енг. WhatsOnStage Awards) | Најбоља „Oф-Вестенд“ продукција             | Најбоља „Oф-Вестенд“ продукција             | Најбоља „Oф-Вестенд“ продукција                                                                   | Освојена   |
| 2019   | Лоренс Оливије награде                               | Најбољи мјузикл                             | Најбољи мјузикл                             | Најбољи мјузикл                                                                                   | Номинација |
| 2019   | Лоренс Оливије награде                               | Изванредна музичка достигнућа               | Изванредна музичка достигнућа               | Џо Беигтон, Том Куран, Тоби Марлоу и Луси Мос                                                     | Номинација |
| 2019   | Лоренс Оливије награде                               | Најбоља споредна улога у мјузиклу           | Најбоља споредна улога у мјузиклу           | Ејми Аткинсон, Алексиа Мекинтош, Мили О'Конел, Натали Парис, Маја Квoнса-Брид, Жернеа Ричард-Ноел | Номинација |
| 2019   | Лоренс Оливије награде                               | Најбоља костимографија                      | Најбоља костимографија                      | Габриела Слејд                                                                                    | Номинација |
| 2019   | Лоренс Оливије награде                               | Најбољи позоришни кореограф                 | Најбољи позоришни кореограф                 | Кери-Ен Ингруи                                                                                    | Номинација |

### Театар у Чикагу
| Година | Награда     | Категорија                                          | Номинација                                          | Резултат   |
| 2019   | Џеф награде | Изванредна продукција - Мјузикл (већи)              | Изванредна продукција - Мјузикл (већи)              | Освојена   |
| 2019   | Џеф награде | Инзванредно извођење ансамбла у мјузиклу или ревији | Инзванредно извођење ансамбла у мјузиклу или ревији | Освојена   |
| 2019   | Џеф награде | Изванредни редитељ - Мјузикл (већи)                 | Луси Мос и Џејми Армитаж                            | Номинација |
| 2019   | Џеф награде | Изванредно осветљење (веће)                         | Тим Дејлинг                                         | Номинација |
| 2019   | Џеф награде | Изванредна музичка режија                           | Роберта Дучак и Џо Беигтон                          | Освојена   |